# Paul Adam (Musiker)
Paul Herrmann Adam (* 31. März 1856 in Lorenzdorf, Kreis Landsberg a. W.; † 4. Februar 1907 in Hannover) war ein deutscher Zitherspieler, Instrumentallehrer, Dirigent und Komponist.

## Leben
Paul Adam hatte Unterricht beim Zitherspieler Max Albert (1833–1882) in Berlin. Hier wirkte er als Zitherlehrer und war Dirigent des Zitherclubs „Max Albert“ und des 1858 gegründeten Berliner Zitherclubs. Adam unterrichtete seinen Sohn, den späteren Virtuosen Felix Adam. Nachdem er 1907 mit seinem Sohn nach Hannover gegangen war, starb er hier im selben Jahr.

## Werke (Auswahl)
Seine ungefähr zwanzig Kompositionen sind im Sinne Max Alberts geschrieben und zeugen von hohem musikalischen Können.